# Moscone Center

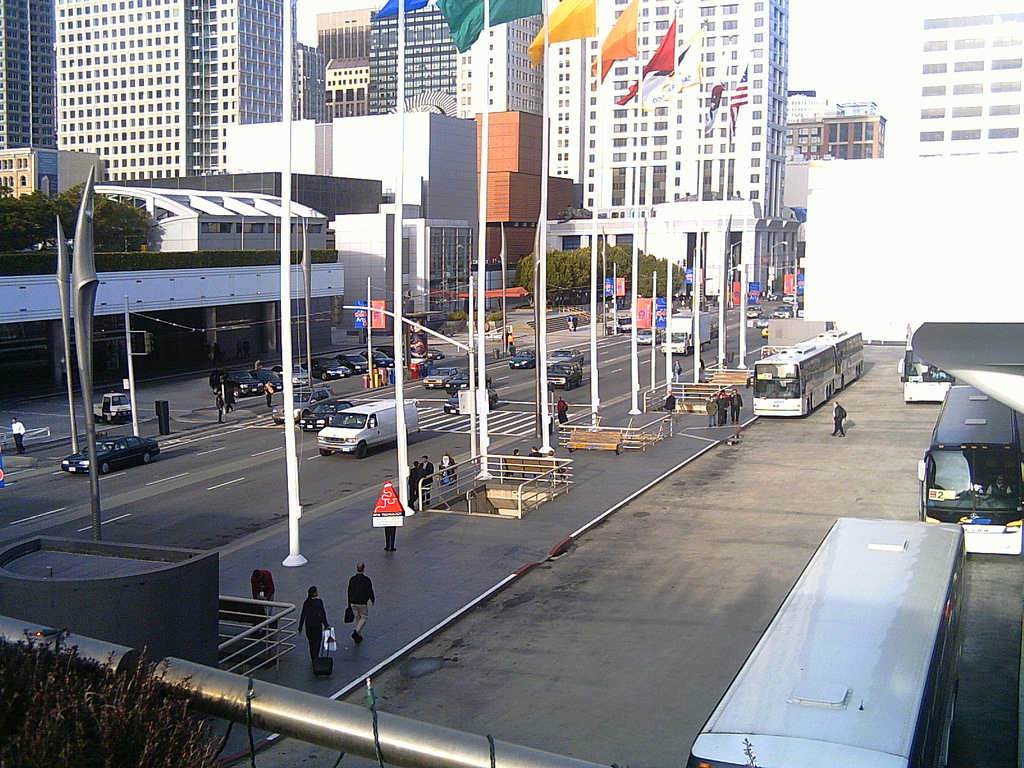
Banderas en las afueras del Moscone Center

El Moscone Center (pronunciado "moss-coni center") es el centro de convenciones y complejo más grande de San Francisco, California. Está compuesto por tres vestíbulos: Dos vestíbulos subterráneos, el Yerba Buena Gardens, conocido como Moscone North y Moscone South, y un vestíbulo para exhibiciones de tres niveles conocido como Moscone West ubicado en la 4ª Calle. Fue inicialmente construido en 1981 por los arquitectos Hellmuth, Obata & Kassabaum con un solo vestíbulo, Moscone South, nombrado en honor a George Moscone, antiguo alcalde de San Francisco asesinado en noviembre de 1978.
A pesar de tener su nombre, Moscone se había opuesto al desarrollo del área, ya que temía que se desplazaran los residentes de bajo recursos. En la expansión del Moscone North y Moscone West en 1992 y 2003 se construyó 56,000 m² adicionales des los 28,000 m² en espacio para exhibiciones que tenía.
El centro de convenciones es muy conocido por albergar numerosos eventos, como el Macworld Expo, conferencia RSA, reunión anual del American Bar Association, Google I/O Game Developers Conference, Apple Worldwide Developers Conference, JavaOne y eventos públicos como WonderCon y la Convención Demócrata Nacional de 1984.
En marzo de 2004, PowerLight Corporation instaló un sistema de electricidad solar en el techo del centro. La instalación del sistema, marcó un paso importante para San Francisco para cambiar toda la energía municipal de energías libres de contaminación. Con 5,600 m² de paneles solares (675 kW en capacidad), San Francisco es la ciudad con el mayor número de paneles solares en los Estados Unidos. La energía generada por los paneles, combinada con energías limpias, genera aproximadamente energía para un equivalente de 8,500 casas.
La ubicación del complejo se encuentra ubicado en el barrio South of Market proveyendo un acceso rápido y cercano a hoteles, restaurantes en el Centro de San Francisco además de transporte público como el BART y Muni Metro. La parada de autobuses Amtrak en el Moscone Center (código SFM) también transporta pasajeros a la estación Emeryville Amtrak.

## En la cultura popular
El Moscone Center fue el lugar de la escena final de la película de 1995 La Red.